# 최윤석 (배우)
최윤석(崔潤晳, 1946년 ~ )은 대한민국의 영화 배우이다. 

## 생애
성동고등학교를 졸업했다. 1971년에 TBC 11기 탤런트로 데뷔했고 1975년에 극단 고향 단원으로 활동했다.

## 연기 활동

### 영화
- 1977년 《이어도》
- 1980년 《갑자기 불꽃처럼》
- 1981년 《앵무새 몸으로 울었다》
- 1981년 《내 이름은 마야》
- 1981년 《엄마 결혼식》
- 1982년 《저녁에 우는 새》
- 1982년 《춘희》
- 1982년 《매춘 2》
- 1982년 《애마부인 2》
- 1982년 《빨간 앵두》
- 1983년 《짝코》
- 1983년 《금지된 사랑》
- 1983년 《약속한 여자》
- 1983년 《이 한몸 돌이 되어》
- 1984년 《훔친 사과가 맛이 있다》
- 1984년 《불타는 신록》
- 1984년 《뜸부기 새벽에 날다》
- 1985년 《여자의 대지에 비를 내려라》
- 1986년 《달빛타기》
- 1986년 《무진 흐린뒤 안개》
- 1987년 《하녀의 방》
- 1989년 《누가 꽃밭에 불을 지르랴》
- 1990년 《마유미》
- 1991년 《아들나라》
- 1991년 《팁주는 여자》
- 1992년 《나는 너를 천사라고 부른다》
- 1994년 《증발》